# Хафельзе
Хафельзе (нем. Havelsee) — город в Германии, в земле Бранденбург.
Входит в состав района Потсдам-Миттельмарк. Подчиняется управлению Бецзее. Население составляет 3503 человека (на 31 декабря 2010 года). Занимает площадь 66,60 км². Официальный код — 12 0 69 270.
Город подразделяется на 8 городских районов.
| Год  | Население |
| ---- | --------- |
| 2005 | 3319      |
| 2010 | 3493      |

## Галерея

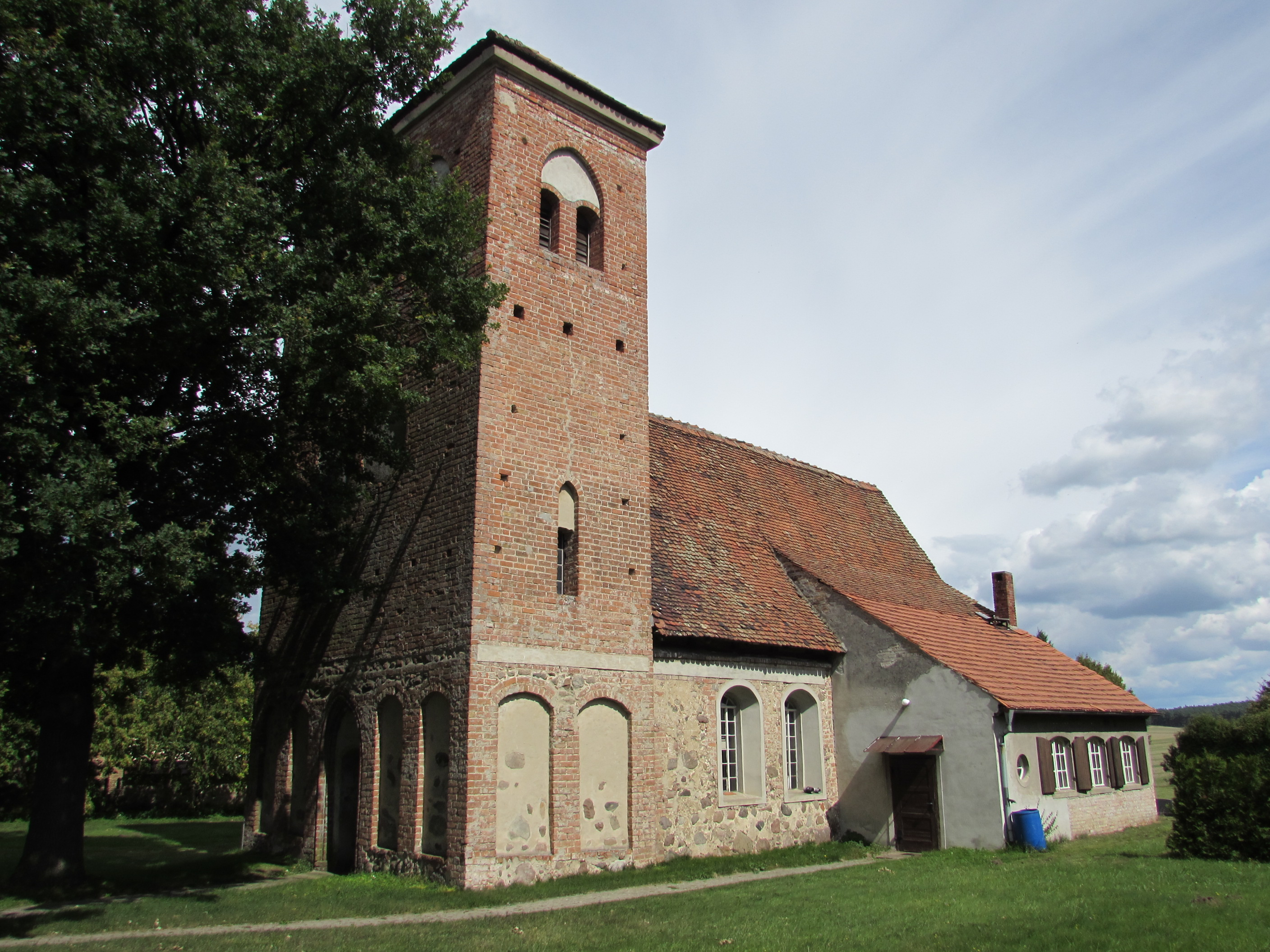
Kirche Marzahne
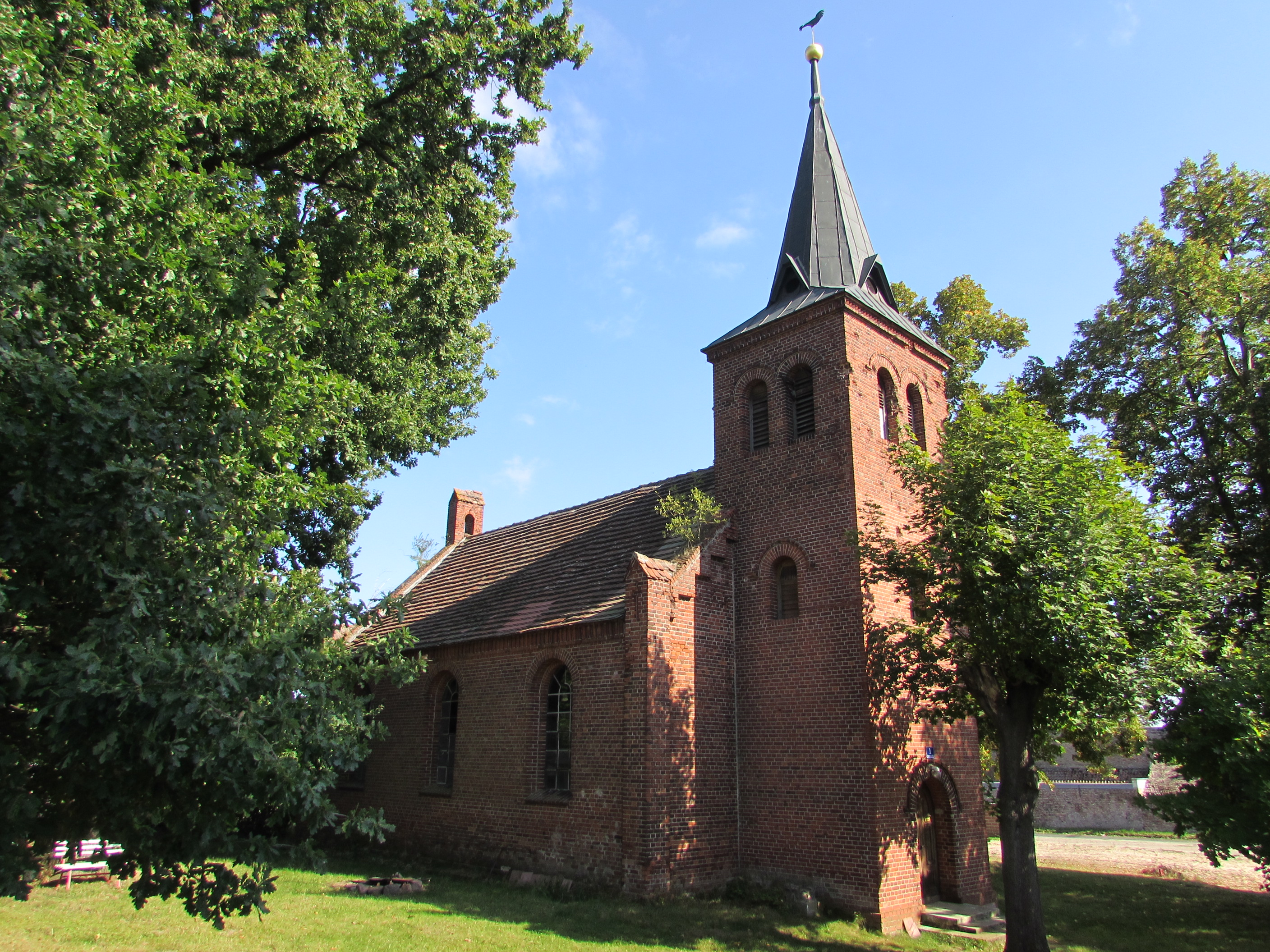
Neuromanische Dorfkirche Briest
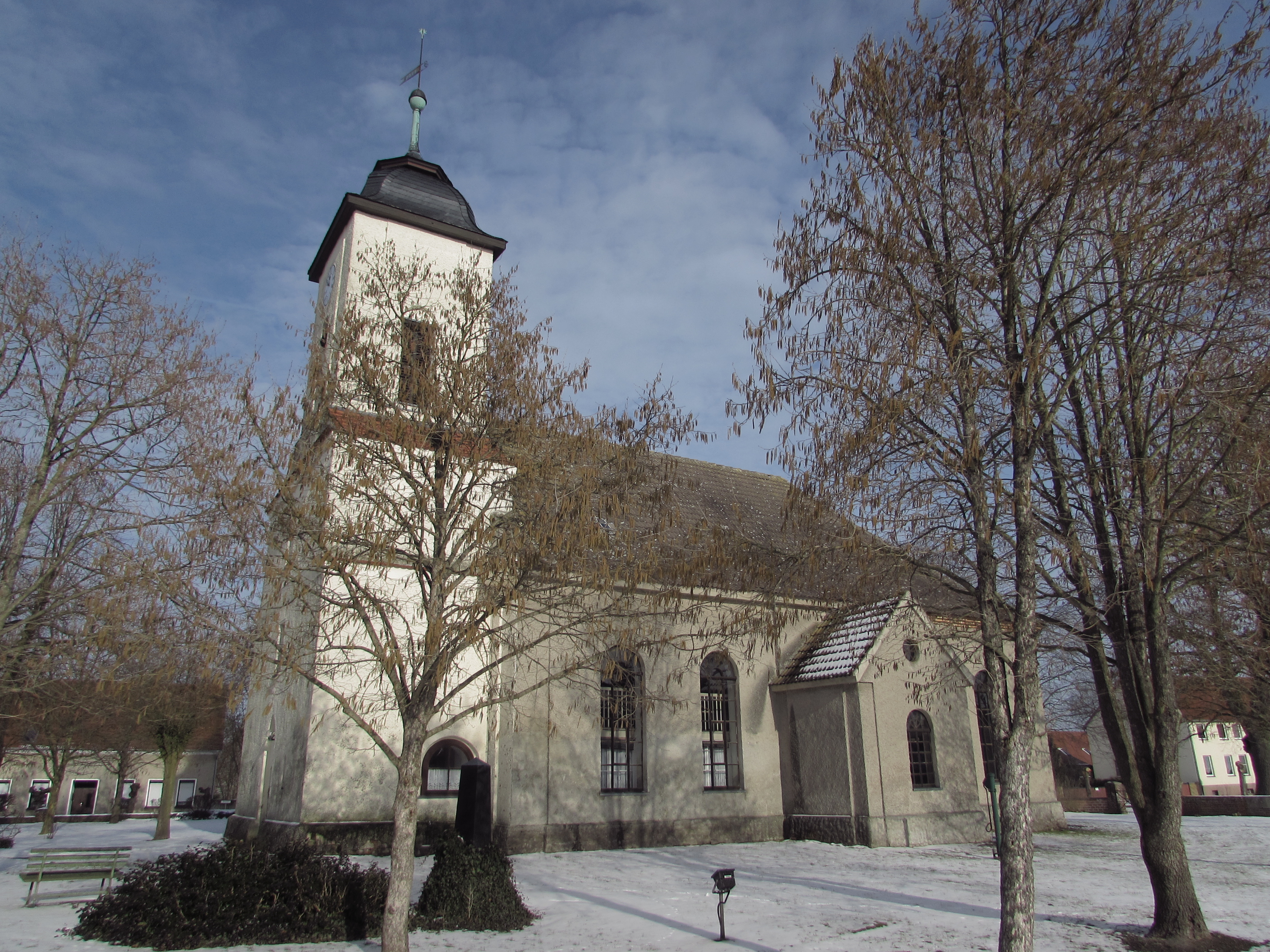
Schlichte barocke Dorfkirche in Fohrde
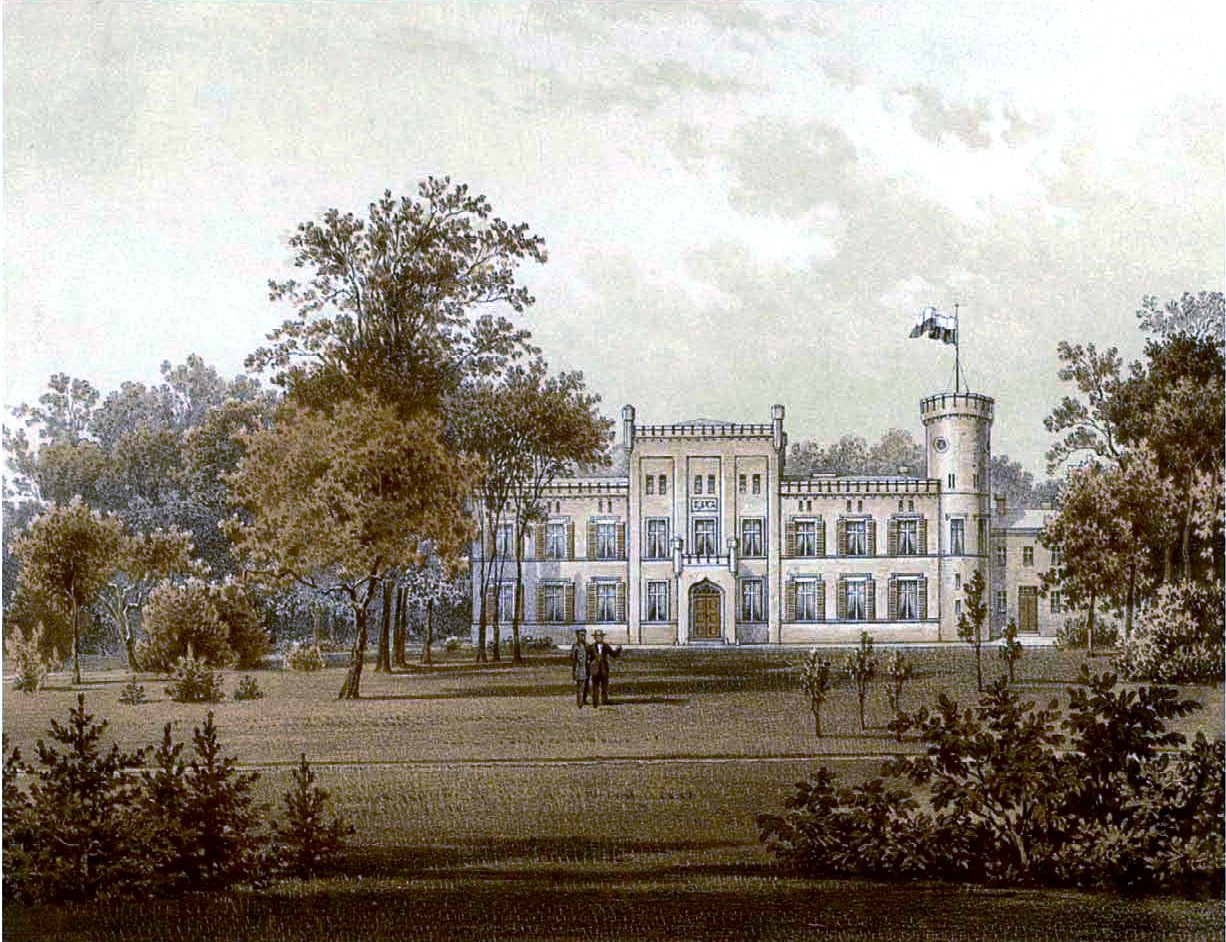
Das 1945 abgebrannte Schloss Kützkow
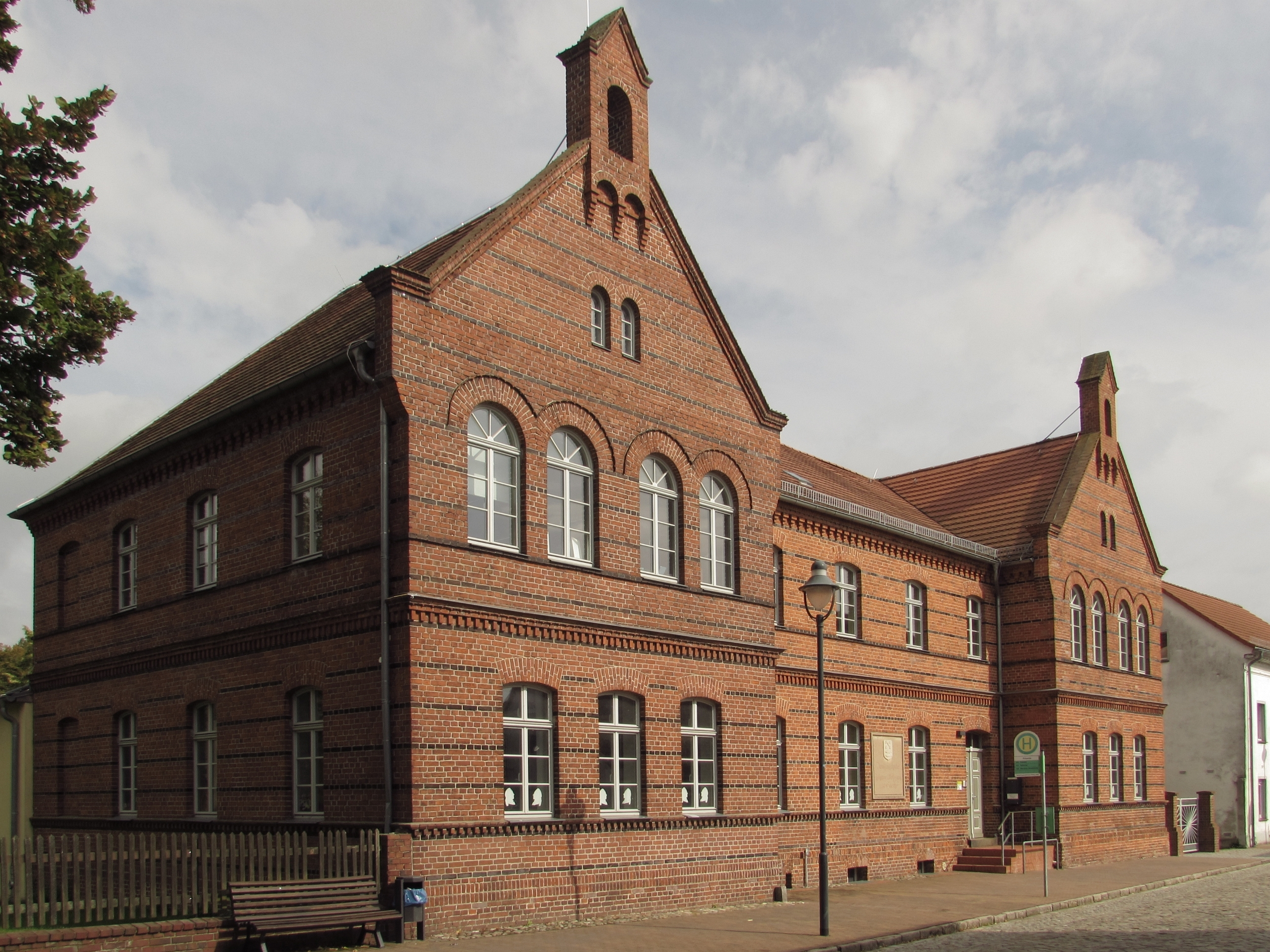
Denkmalgeschütztes Schulgebäude der Grundschule im Ortsteil Pritzerbe
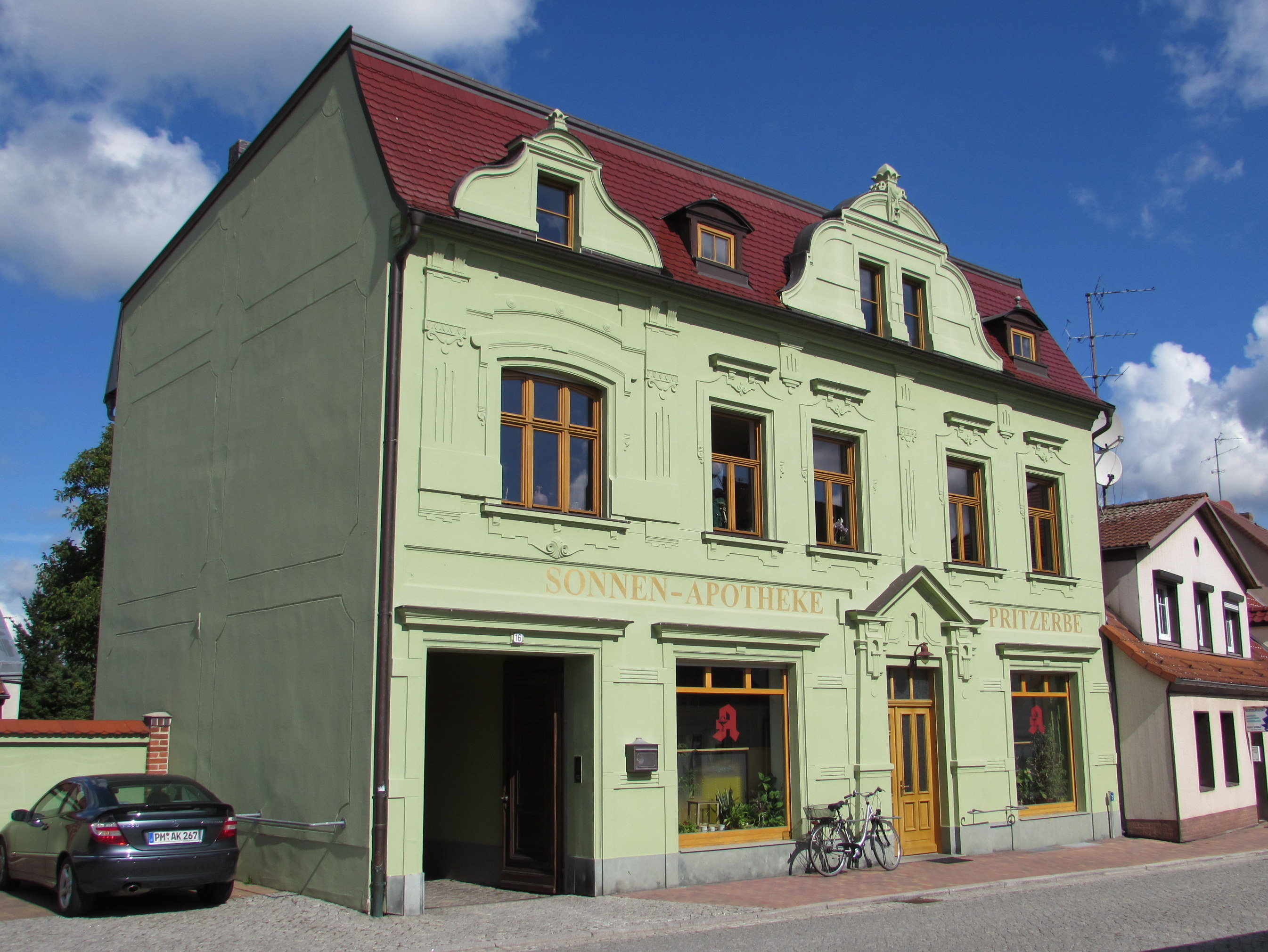
Apotheke in Pritzerbe
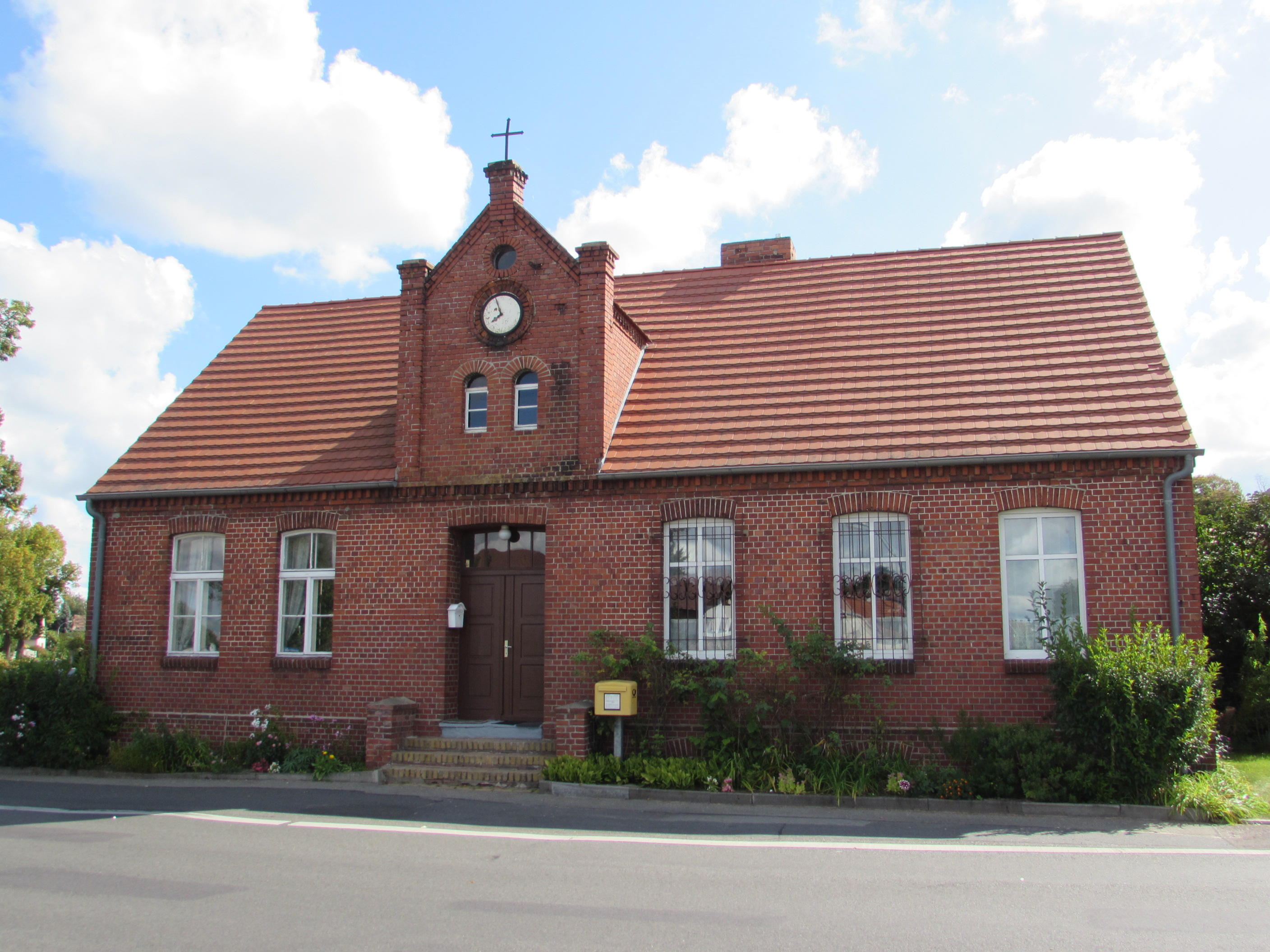
Kirch- und Schulhaus Tieckow
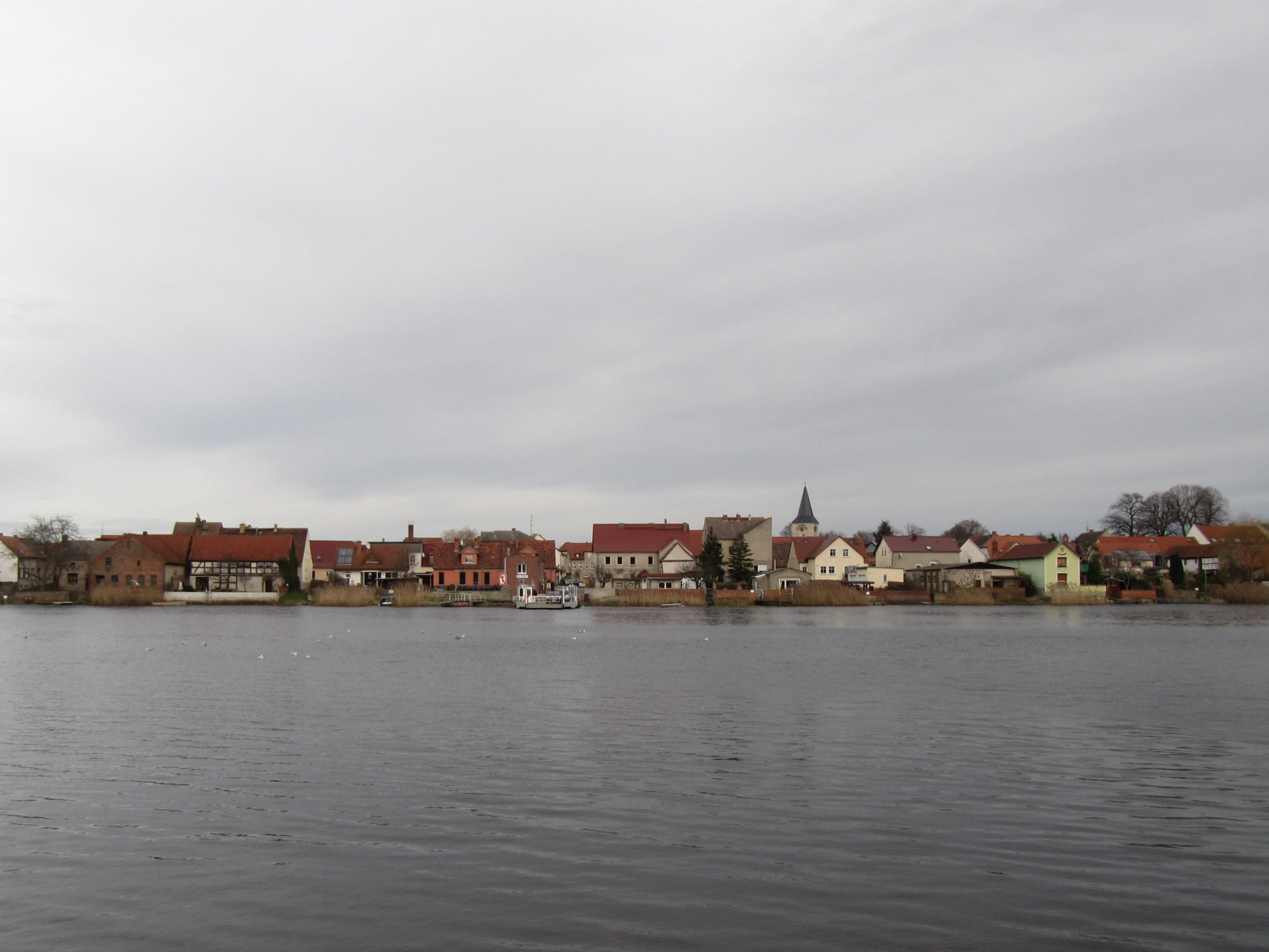
Havelsees Ortsteil Pritzerbe an der Havel
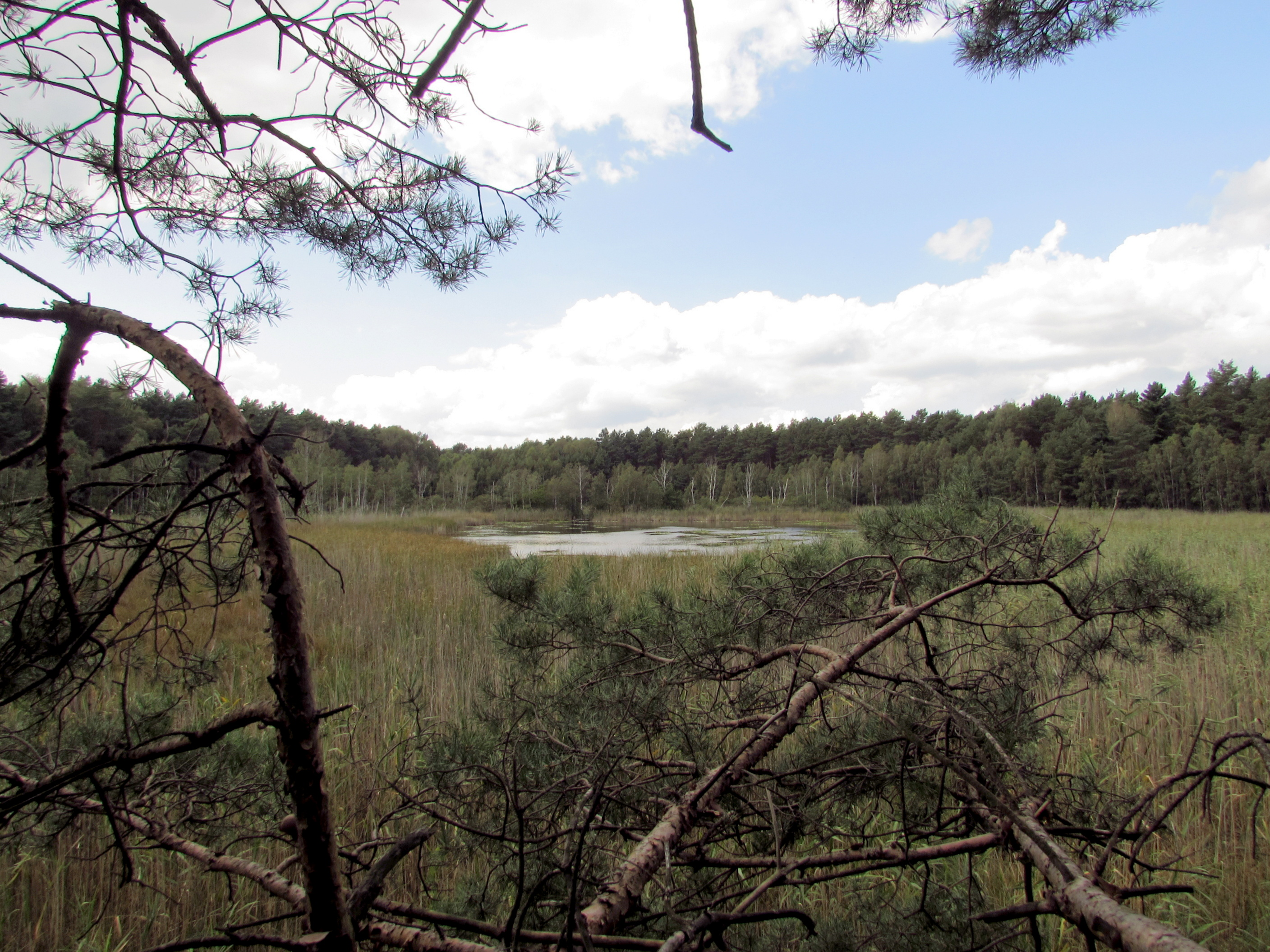
Das Weiße Fenn Marzahne
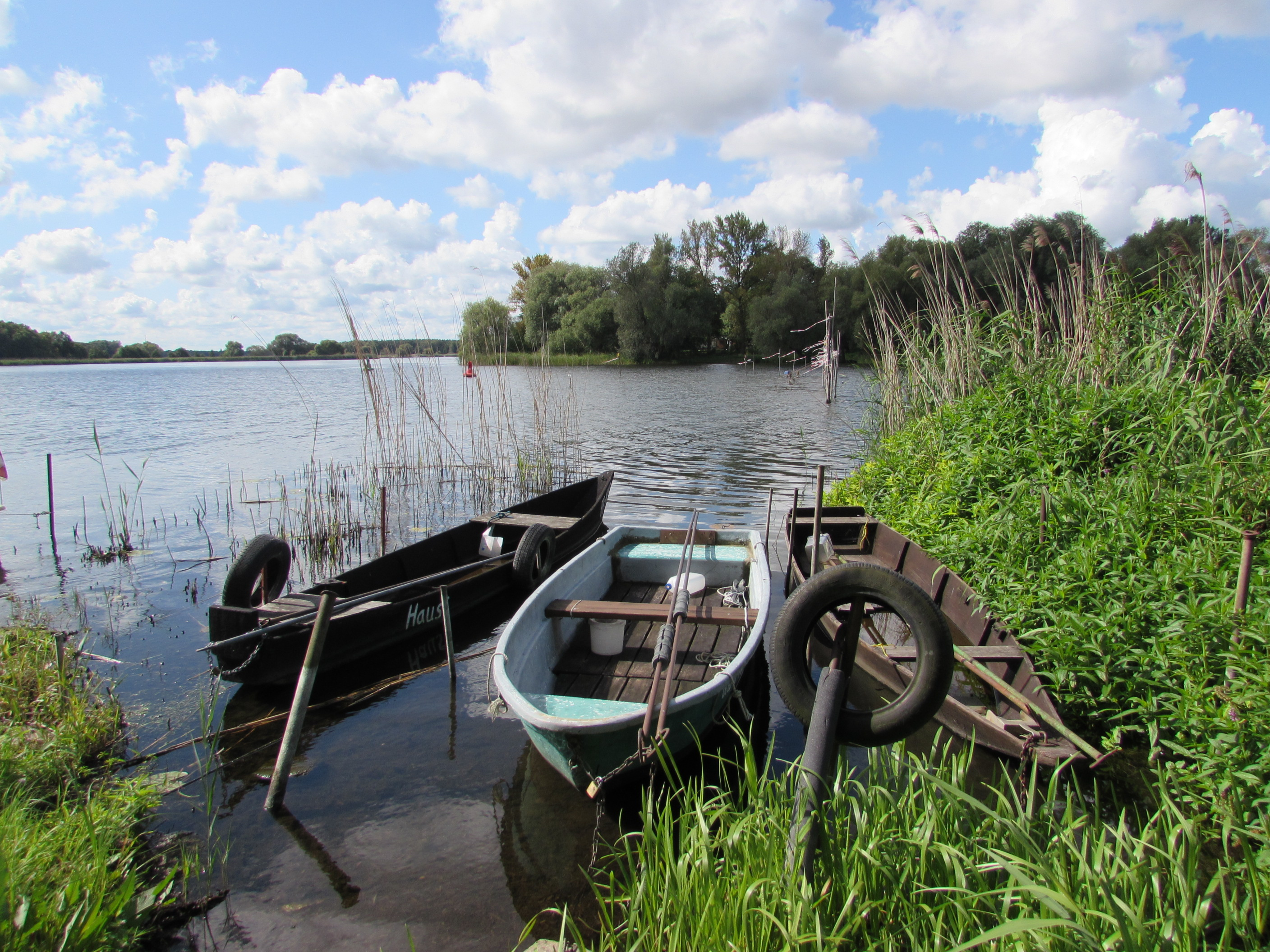
Die Havel bei Pritzerbe
Der Pritzerber See